# Piliocolobus pennantii
El colobo de Pennant (Piliocolobus pennantii) es una especie de primate catarrino de la familia Cercopithecidae. Su distribución es particularmente dispersa, con una población en la isla de Bioko (Guinea Ecuatorial), una segunda en el delta del río Níger en el sudeste de Nigeria y una tercera en el centro-oriente de la República del Congo. Se le encuentra en selvas y matorrales. Está amenazada por la pérdida de hábitat y la caza por su carne y una subespecie, P. p. bouvieri, está clasificada como en peligro de extinción, con el temor que se hubiera extinguido, ya que no se han confirmado avistamientos durante al menos 20 años., hasta que en abril de 2015 se fotografió un ejemplar con cría en el parque nacional Ntokou-Pikounda de la República del Congo. La subespecie P. p. pennantii se incluye en la lista de Los 25 primates en mayor peligro del mundo.
Se reconocen tres subespecies de este colobo:
- Piliocolobus pennantii pennantii
- Piliocolobus pennantii epieni
- Piliocolobus pennantii bouvieri

Groves en 2007 elevó a rango de especie a P. p. epieni y P. p. bouvieri como P. epieni y P. bouvieri, respectivamente, teniéndose evidencia genética preliminar que apoya al menos la promoción de P. epieni.